# Rianila
Der Rianila ist ein Fluss im Osten Madagaskars.

## Verlauf

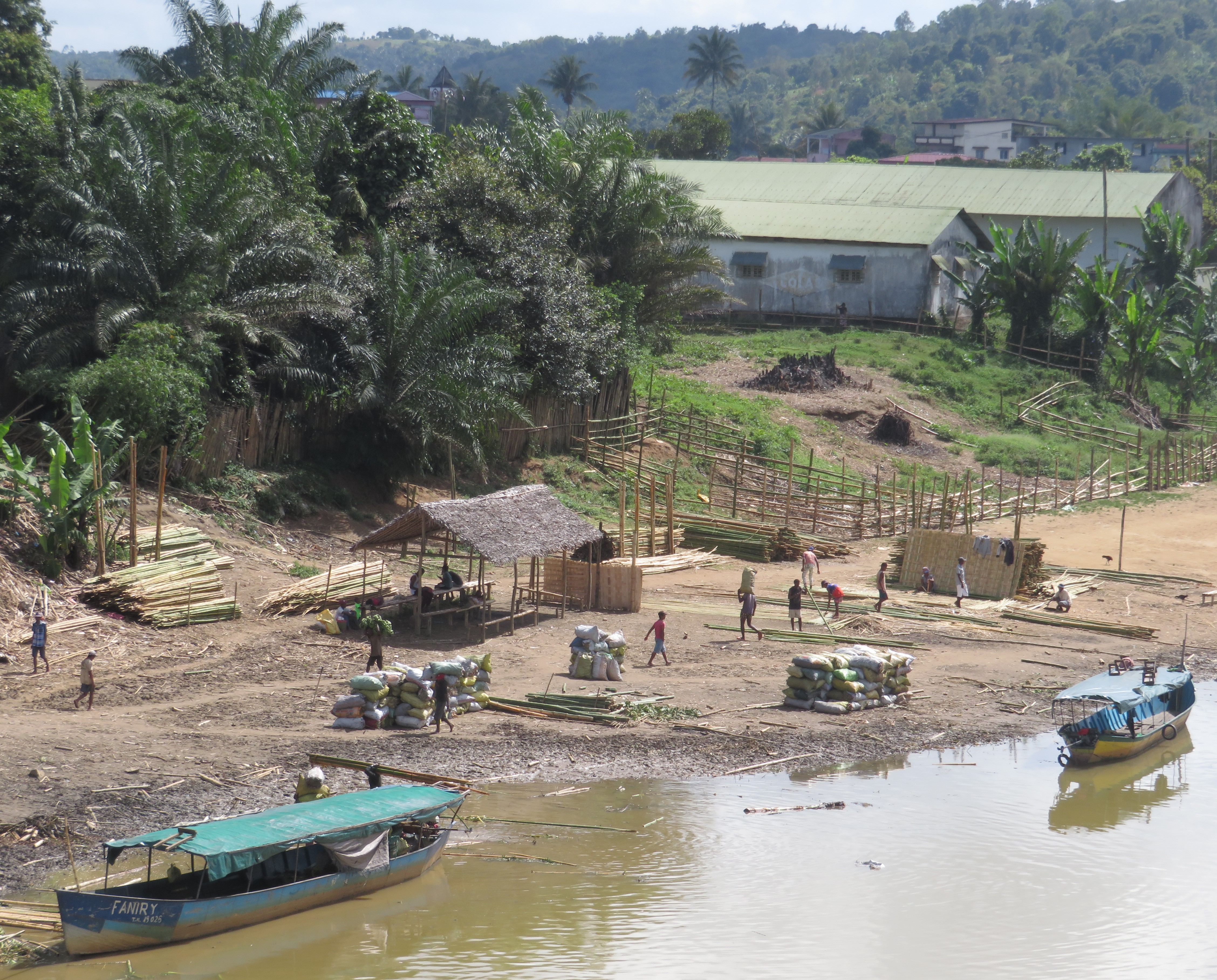
Binnenhafen in Brickaville

Der Fluss entspringt am Fahona-Massiv auf 1450 Metern Höhe. Er fließt grundsätzlich in südöstliche Richtung, hat aber einige markante Richtungswechsel nach Nordosten. Im Oberlauf ist sein Gefälle sehr stark. Er fällt in den ersten 46 km auf ein Niveau von 200 m (27 ‰). Bei Fetraomby hat er seine letzten Wasserfälle und ist ab dort bis zur Mündung schiffbar. Über eine Anlegestelle für kleinere Frachtschiffe verfügt u. a. Brickaville. Der wichtigste Nebenfluss ist der Vohitra. Der Rianila mündet 18 km südlich von Ampasimanolotra in den Indischen Ozean.

## Hydrometrie
Die Durchflussmenge des Rianila wurde an der hydrologischen Station Ampasimanolotra (Brickaville) bei fast der gesamten Fläche des Einzugsgebietes, über die Jahre 1951 bis 1969 gemittelt, gemessen (in m³/s).

## Flusssystem
In manchen Quellen wird der Vohitra statt dem Rianila als Hauptfluss angegeben. Auch ist der Fließweg des Vohitra bis zur Mündung in den Indischen Ozean länger als der des Rianila (134 zu 170 km). Die meisten Quellen nennen allerdings den Rianila als Hauptfluss.